# Klyxum molle
Klyxum molle är en korallart som först beskrevs av Thomson och Dean 1931.  Klyxum molle ingår i släktet Klyxum och familjen Alcyonidae. Inga underarter finns listade i Catalogue of Life.